# Alexander Küntzel
Pour les articles homonymes, voir Küntzel.
Alexander Rudolph Küntzel, né le 10 novembre 1804 à Leslau et mort le 23 mai 1873 à Wolka, près de Löbau, est un homme politique prussien. Il est membre du Parlement de Francfort de 1848 à 1849.

## Biographie
Küntzel naît le 10 novembre 1804 à Leslau, alors dans la province de Prusse-Méridionale, d'un père propriétaire terrien et commissaire des douanes. Il étudie au collège Fridericianum de Königsberg de Pâques 1822 à Pâques 1824, d'où il sort avec le certificat de fin d'études secondaires. À l'université de Königsberg, il étudie le droit à partir de 1824 puis entre comme stagiaire dans l'administration. À partir de 1830, il travaille comme agriculteur sur le domaine de Wolka, près de Löbau en Prusse-Orientale, avant d'en devenir administrateur en 1839 puis propriétaire en 1847. Il est par ailleurs l'auteur de pamphlets et d'articles politiques, comme « Ce que veulent les libéraux en Prusse et ce que veut Monsieur von Lavergne-Peguilhen » (1846). En 1842, il est même condamné pour l'un d'eux où il critiquait les autorités de district à Löbau. 
En 1848, Küntzel remplace Alexander von Lavergne-Peguilhen au Parlement de Francfort en tant que député de la 11e circonscription de la province de Prusse, représentant l'arrondissement de Neidenburg (de). Il prend ses fonctions le 7 octobre, siégeant avec la fraction Casino (centre-droit). En mars 1849, il vote pour l'élection du roi de Prusse Frédéric-Guillaume IV comme empereur des Allemands puis, le 24 mai, quitte le Parlement. 
Par la suite, il s'occupe de plusieurs domaines agricoles : en 1862 à Osterode, dans la province de Prusse, de 1862 à 1867 à Mülheim an der Mosel, dans la province de Rhénanie, de 1867 à 1871 à Biebrich am Rhein, dans la province de Hesse-Nassau, puis, à nouveau, à partir de 1871, à Wolka où il meurt le 23 mai 1873, à 68 ans.